# À chacun son Everest
À chacun son Everest est une association caritative française qui a pour objectif d'aider les enfants atteints de leucémie ou de cancer à « guérir mieux ».

## Histoire
À chacun son Everest a été créée en 1994 par Christine Janin, médecin alpiniste et première Française à atteindre le sommet de l'Everest, et le professeur André Baruchel, chef du service d'hématologie pédiatrique de l'hôpital Robert-Debré à Paris.
À chacun son Everest est une association loi de 1901 présidé par Philippe Leboeuf, Managing director Raffles London .

## Activités
Chaque année en France, plus de 1 500 enfants sont touchés par le cancer. Près de 75 % d'entre eux peuvent aujourd'hui guérir. À chacun son Everest ! se propose d'aider les enfants atteints de cancer ou de leucémie a « guérir mieux » grâce à l'ascension de « leur Everest ».
Depuis 1994, près  de 4 700 enfants ont atteint leur sommet. 21 hôpitaux de la France confient leurs jeunes à l'association dans une démarche thérapeutique. Les stages, intégralement pris en charge financièrement par l'association, se déroulent à Chamonix au pied du Mont Blanc. Plusieurs semaines de stages sont organisées chaque annee 
- pour des enfants en rémission, en cours de traitement ou guéris ;
- adaptés à chaque enfant (en fonction de l'âge, de la saison, de l'évolution de la maladie et de la présence ou non de séquelles.

Depuis 2011, des séjours ont été proposés à des femmes en rémission d’un cancer du sein 
Depuis déjà, 1460 femmes ont été accueillies.
À chacun son Everest s'appuie sur la force du parallèle symbolique entre la difficulté de l'ascension d'un sommet et celle du chemin vers la guérison. 
Témoignages d'enfants :
- « C'est lorsque nous arrivons au sommet de la montagne que nous commençons alors à grimper ... » ;
- « L'Everest, il y en aura tant d'autres ... Je les vaincrai, je sais que j'en ai la force ... » ;
- « J'ai envie de me battre et de croire en mes rêves. »